# Dvor (Žužemberk)
Dvor (Duits: Hof in der Unterkrain of Brunnhof) is een plaats in Slovenië en maakt deel uit van de gemeente Žužemberk in de NUTS-3-regio Jugovzhodna Slovenija. De plaats telde 400 inwoners op 1 januari 2020.